# José Quijada
José Gregorio Quijada (Caripito, Venezuela, 9 de noviembre de 1995), más conocido como José Quijada, es un jugador profesional venezolano de béisbol que se desempeña en la posición de lanzador en Los Angeles Angels, equipo de las Grandes Ligas de Béisbol (MLB).

## Carrera
Quijada hizo su debut en la MLB con el equipo Miami Marlins, en el cual jugó una temporada (2019), después pasó a Los Angeles Angels, donde lleva jugando cinco temporadas.